# Willie Ross (baron Ross de Marnock)
William Ross, baron Ross de Marnock, (7 avril 1911 - 10 juin 1988) est un homme politique britannique qui est secrétaire d'État pour l'Écosse de 1964 à 1970 et de nouveau de 1974 à 1976, tout au long du mandat de Harold Wilson.

## Jeunesse et carrière militaire
Né à Ayr, fils d'un conducteur de train, il fait ses études à l'Ayr Academy et à l'Université de Glasgow et est devenu instituteur avant la Seconde Guerre mondiale. Il sert dans le Highland Light Infantry en Inde, en Birmanie et à Singapour et est ensuite major au quartier général de Louis Mountbatten dans ce qui est alors Ceylan. Il est devenu membre de l'Ordre de l'Empire britannique en 1945.

## Carrière politique
Après s'être présenté sans succès Ayr Burghs aux élections générales de 1945, Ross est élu député de Kilmarnock lors d'une élection partielle en 1946. Il est secrétaire parlementaire privé d'Hector McNeil pendant son mandat de secrétaire d'État pour l'Écosse et, en 1954, dépose un amendement au projet de loi sur l'octroi de licences de télévision commerciale, préconisant l'interdiction des publicités le dimanche, le vendredi saint et le jour de Noël.
Après avoir occupé le poste de secrétaire d'État fantôme à partir de 1962, il est devenu secrétaire d'État pour l'Écosse en 1964 sous la direction de Harold Wilson. Après le passage des conservateurs au pouvoir de 1970 à 1974, il reprend ses fonctions jusqu'à la démission de Wilson en 1976. Au cours de son mandat, il est responsable de la création du Highlands and Islands Development Board et de la Scottish Development Agency, les précurseurs de Highlands and Islands Enterprise et Scottish Enterprise respectivement. Ross fait campagne pour un "non" au référendum de 1975 sur l'adhésion britannique à la CEE. Il est également un unioniste ferme, en faveur du maintien de l'Écosse et de l'Irlande du Nord au Royaume-Uni, et s'est opposé à la dévolution. Le journaliste Andrew Marr l'a appelé "un conservateur presbytérien sévère et autoritaire qui dirigeait le pays comme un fief personnel pour Harold Wilson". Ross a inventé le terme «Tartan Tories» pour décrire les membres du Parti national écossais, qu'il détestait beaucoup; il est lui-même surnommé "le marteau des Nats" pour ses nombreuses attaques contre eux.
Il représente Kilmarnock jusqu'aux élections générales de 1979, date à laquelle il est créé pair à vie en tant que baron Ross de Marnock, de Kilmarnock dans le district de Kilmarnock et Loudoun.
"Willie" Ross est parfois représenté par des dessinateurs de journaux comme un garçon en salopette assis sur un seau renversé, c'est-à-dire comme Oor Wullie.
Il est Lord High Commissioner de l'Assemblée générale de l'Église d'Écosse de 1978 à 1980 et est devenu président honoraire de la Fédération écossaise de football en 1978. Il épouse Elizabeth Jane Elma, fille de John Aitkenhead en 1948 et ils ont eu deux filles. Il est décédé d'un cancer en 1988. Lady Ross a vécu jusqu'à 94 ans et est décédée en 2018.